# غافين إسكوبار
غافين إسكوبار (بالإنجليزية: Gavin Escobar)‏ هو لاعب كرة قدم أمريكية أمريكي، ولد في 18 فبراير 1991 في رانتشو سانتا مارغاريتا في الولايات المتحدة.

## وصلات خارجية
- غافين إسكوبار على موقع مرجع كرة القدم المحترفة.كوم (الإنجليزية)